# Kinokawa, Wakayama
Kinokawa (紀の川市 Kinokawa-shi) là một thành phố thuộc tỉnh Wakayama, Nhật Bản.